# Losing Sight of Shore
Loosing Sight of Shore és un documental del 2017 dirigit per Sarah Moshman que narra el viatge de quatre dones britàniques, conegudes com "The Coxless Crew", que van remar per l'Oceà Pacífic des de Califòrnia fins a Austràlia sense vaixells de suport.

## Argument
El viatge va durar 9 mesos i va recórrer més de 8.000 milles, amb parades a Hawaii i Samoa. La tripulació va començar el seu viatge des de San Francisco, Califòrnia i va acabar a Cairns, Austràlia. Van remar dues a la vegada, durant dues hores, seguides de dues hores de descans. Amb diversos dies per arribar, es van quedar sense menjar. L'estrès psicològic, incloent-hi la por i l'aïllament, van constituir un dels reptes principals a què s'enfrontaven cadascun dels membres de la tripulació.

## Repartiment
Laura Penhaul, Natalia Cohen, Emma Mitchell van completar les 3 etapes. Isabel Burnham, Lizanne Van Vuuren i Meg Dyos van remar el primer, segon i tercera etapa, respectivament. Es van referir a ells mateixos com a "Coxless Crew", un doble sentit en referència a l'absència d'un timoner a la seva tripulació.

## Al voltant de la pel·lícula
La pel·lícula es va realitzar amb una combinació de material GoPro de l'activitat en el mar i un equip de pel·lícules professionals per a imatges en terra.